# Probezzia ludoviciana
Probezzia ludoviciana är en tvåvingeart som beskrevs av Wirth 1951. Probezzia ludoviciana ingår i släktet Probezzia och familjen svidknott. Inga underarter finns listade i Catalogue of Life.